# Château Rouge (Wanze)
Pour les articles homonymes, voir Château Rouge.
Le château Rouge est un château situé dans la section de Bas-Oha à Wanze en Belgique.

## Historique
Le château d'origine est construit au XIe siècle et sert de résidence à une communauté religieuse. Dévastée par un incendie en 1885, la structure actuelle est construite à l'intérieur des murs d'origine, bien que la couleur rouge puisse être un ajout à ces murs extérieurs lors de cette reconstruction du XIXe siècle.
Avant d'être laissé à l'abandon, Château Rouge a servi de maison de retraite.

## Voir également